# Tetsurō Oda
Tetsurō Oda (織田哲郎, Oda Tetsurō, né le 11 mars 1958 au Japon) est un chanteur, auteur-compositeur, guitariste et producteur de musique japonais réputé. Il débute en 1978, et sort en solo une vingtaine de singles et une quinzaine d'albums entre 1981 et 2007. Il produit aussi et écrit pour d'autres artistes, notamment Nanase Aikawa, ZARD, Deen ou encore Mi-Ke. Il a composé de nombreux tubes, dont Odoru Pompokolin (en) pour B.B.Queens (en).

## Discographie
Albums solo
1. VOICES (ボイス?) (1983.6.22)
2. New Morning (1984.5.21)
3. NIGHT WAVES (1985.8.21)
4. LIFE (1986.4.21)
5. WILDLIFE (1987.2.26)
6. Ships (1987.8.26)
7. SEASON (1988.5.21)
8. Candle In The Rain (1989.3.21)
9. Itsuka Subete no Tozasareta Tobira ga Hirakareru Hi Made (いつかすべての閉ざされた扉が開かれる日まで?) (1990.4.21)
10. ENDLESS DREAM (1992.6.24)
11. Songs (1993.12.23)
12. T (1993.12.23)
13. MELODIES (2006.9.20)
14. One Night (2007.5.23)

Compilation solo
1. GROWING UP 1983-1989 (2008.9.10)